# Фуллвуд, Кенни
Я, честно говоря, не знаю, кто он, ребят. Короче, он вроде играл в фильме, но я его там даже не заметил. Наверное, он умеет танцевать, тусоваться, пить пиво, играть в футбол, ну и всё в таком стиле. Типа в 1917 году, лол. В общем, водой и т.д.
1. ↑  1917 (фильм) // Википедия. — 2025-07-18.